# Annonaceae
Annonaceae is een botanische naam voor een plantenfamilie in de bedektzadigen, ook bekend als zuurzakfamilie. Een familie onder deze naam wordt algemeen erkend door systemen voor plantentaxonomie, en zo ook door het APG-systeem (1998) en het APG II-systeem (2003).
Het is een vrij grote familie van houtige planten. De verspreiding is pantropisch. Een uitzondering is meest noordelijke vertegenwoordiger Asimina triloba.
De familie levert relatief weinig nuttige producten, hoofdzakelijk enkele vruchten, zoals
- Cherimoya (Annona cherimola)
- Bergzuurzak (Annona montana)
- Zuurzak (Annona muricata)
- Soncoya (Annona purpurea)
- Custardappel (Annona reticulata)
- Zoetzak (Anonna squamosa)
- Atemoya (Annona cherimola × squamosa)
- Pawpaw (Asimina triloba)
- Cananga odorata
- Biribá (Rollinia mucosa)

Een aparte vertegenwoordiger is Cananga odorata.
In het Cronquist-systeem (1981) werd de familie ook geplaatst in een orde Magnoliales, die daar echter een andere samenstelling had (en groter was).